# Georges Leygues
Georges Leygues /ʒɔʁʒ lɛjɡ/ (Villeneuve-sur-Lot, 26 ottobre 1857 – Saint-Cloud, 2 settembre 1933) è stato un politico francese.
È stato Presidente del Consiglio della Francia dal 24 settembre 1920 al 16 gennaio 1921, e fu fondatore della Réunion des Musées Nationaux insieme a Raymond Poincaré.